# Енн Петерсон
Енн Петерсон (англ. Ann Peterson, 16 червня 1947) — американська стрибунка у воду.
Бронзова медалістка Олімпійських Ігор 1968 року.
Бронзова медалістка Панамериканських ігор 1967 року.